# Nils Middelboe
Nils Middelboe (ur. 5 października 1887 w Brunnby, zm. 21 września 1976 we Frederiksbergu) – duński piłkarz występujący podczas kariery na pozycji pomocnika.
Dwukrotny srebrny medalista Igrzysk Olimpijskich: z Londynu w 1908 roku oraz ze Sztokholmu 4 lata później. Brał także udział na Letnich Igrzyskach Olimpijskich 1920.
Karierę klubową zaczynał w Kjøbenhavns Boldklub. W 1913 przeniósł się na Wyspy Brytyjskie, by grać w londyńskiej Chelsea. W 1923 przeniósł się do Corinthian F.C., gdzie trzy lata później zakończył karierę.
Brat Kristiana Middelboe.